# Auloserpusia kasewe
Auloserpusia kasewe är en insektsart som beskrevs av Phipps 1967. Auloserpusia kasewe ingår i släktet Auloserpusia och familjen gräshoppor. Inga underarter finns listade i Catalogue of Life.